# グライツ
グライツ（ドイツ語: Greiz）はドイツ・テューリンゲン州グライツ郡の都市。ゲーラの南南東約25キロメートル、エルツ山地の北麓、ヴァイセ・エルスター川沿いに位置する。 

## 歴史

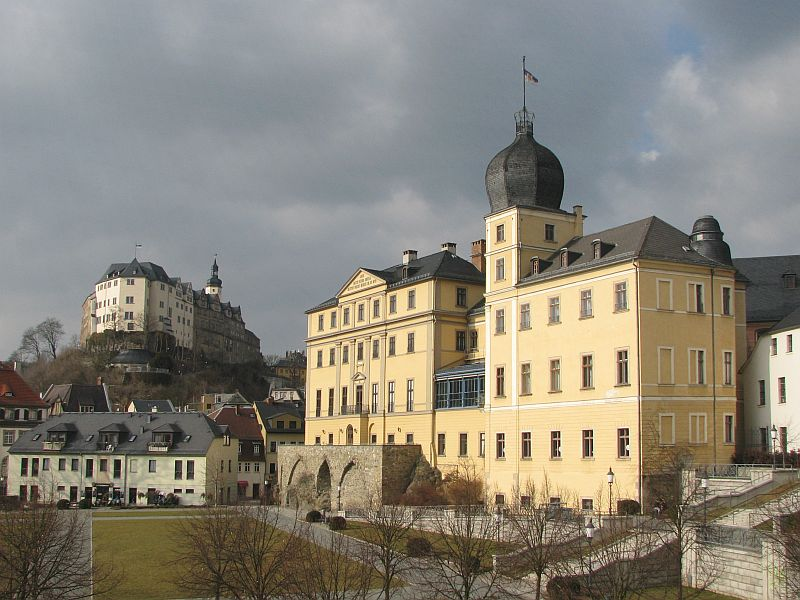
グライツにあるロイス家の城館、Oberes Schloss（左奥）とUnteres Schloss（右手前）

13世紀以来、ロイス家が当地を治めた。市内には2つの城、Oberes SchlossとUnteres Schlossがある。
ロイス家は16世紀に「兄系ロイス家」と「弟系ロイス家」に大きく分かれ、その後も分割相続を繰り返して多くの家門が出た。グライツは、兄系ロイス家の中心地のひとつであった。1768年、ロイス＝オーバーグライツ伯家のハインリヒ11世 (de:Heinrich XI. (Reuß-Greiz)) は、断絶した同系のロイス＝ウンターグライツ伯家を統合してロイス＝グライツ伯家を創設。1778年、ロイス＝グライツ伯家が諸侯の地位を得てロイス＝グライツ侯国（兄系ロイス侯国）が成立し、グライツはその首都となった。
1918年、ドイツ革命が起き、ドイツ帝国が崩壊すると、君主制が廃止されて侯国は消滅した。兄系・弟系の両ロイス侯国の領域にはロイス人民州（Volksstaat Reuß、首都：ゲーラ）が成立したが、1920年にはテューリンゲン州（Land Thüringen）に統合された。

## 出身者
- オスカル・ザラ - 演奏家
- ローベルト・フェルステマン - 自転車競技選手
- ウルフ・メルボルト - 宇宙飛行士